# Industrie aéronautique et spatiale à Cannes
O Industrie aéronautique et spatiale à Cannes, é um complexo industrial de alta tecnologia localizado em Cannes.
Ele se desenvolveu na área Leste nas regiões de: La Bocca, Mandelieu-la-Napoule, próximo ao aeroporto de Cannes-Mandelieu.
Essa área tem um rico histórico industrial, inicialmente aeronáutico, quando em 16 de agosto de 1929, André Auniac e Étienne Romano criaram o estaleiro aéronaval Étienne Romano, dedicada à fabricação de aviões e hidroaviões, em Cannes.
Depois da Segunda Guerra Mundial, esse complexo passou a ser orientado para a indústria aeroespacial (por volta de 1957).

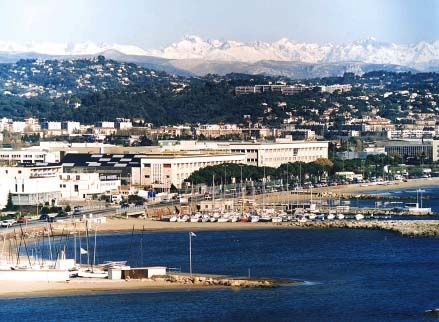
Vista aérea da região histórica de La Bocca e Cannes.